# Partia Demokratyczna (Luksemburg)
Partia Demokratyczna (luks. Demokratesch Partei, fr. Parti Démocratique, niem. Demokratische Partei, DP) – luksemburska partia polityczna o profilu liberalnym i centrowym. Ugrupowanie należy do Partii Porozumienia Liberałów i Demokratów na rzecz Europy.

## Historia
Początki DP sięgają 1948 i powstałej wówczas grupy patriotyczno-demokratycznej (Groupement patriotique et démocratique), na bazie której w 1955 utworzono Partię Demokratyczną. Od tego czasu DP pozostaje jedną z głównych sił politycznych w Luksemburgu. Pomiędzy 1969 a 1994 zajmowała każdorazowo trzecie miejsce w wyborach krajowych. W latach 1974–1979 jej lider Gaston Thorn sprawował urząd premiera, popieranego przez koalicję demokratów i Luksemburskiej Socjalistycznej Partii Robotniczej (LSAP). Był to jedyny powojenny gabinet, na którego czele nie stał polityk Chrześcijańsko-Społecznej Partii Ludowej (CSV). Do 1984 demokraci przez szereg lat współrządzili z chadekami, m.in. w czterech rządach Pierre’a Wernera. Od 1984 pozostawali w opozycji.
W wyborach w 1999 partia wyprzedziła współrządzących socjalistów. W konsekwencji Jean-Claude Juncker podpisał z DP umowę koalicyjną, powierzając przewodniczącej demokratów, Lydie Polfer, tekę wicepremiera i ministra spraw zagranicznych. W 2004 ugrupowanie utraciło 1/3 miejsc w Izbie Deputowanych. Urzędujący premier zdecydował się odnowić koalicję chadeków z socjalistami, w rezultacie czego DP ponownie znalazła się w opozycji, w której pozostała także po wyborach w 2009. W 2013 ugrupowanie poprawiło swój wynik, zajęło trzecie miejsce z tożsamą liczbą mandatów co socjaliści. W grudniu 2013 lider partii Xavier Bettel objął urząd premiera w ramach koalicji z socjalistami i zielonymi. W grudniu 2018 utrzymał funkcję premiera na kolejną kadencję, stając na czele tożsamej koalicji. Po wyborach z 2023 demokraci zostali ponownie mniejszym koalicjantem w rządzie, na czele którego stanął chadek Luc Frieden.

## Przewodniczący
- 1948–1952: Lucien Dury
- 1952–1959: Eugène Schaus
- 1959–1962: Lucien Dury
- 1962–1969: Gaston Thorn
- 1969–1971: René Konen
- 1971–1980: Gaston Thorn
- 1980–1989: Colette Flesch
- 1989–1994: Charles Goerens
- 1994–2004: Lydie Polfer
- 2004–2013: Claude Meisch
- 2013–2015: Xavier Bettel
- 2015–2022: Corinne Cahen
- 2022–2025: Lex Delles[6][7]
- od 2025:Carole Hartmann[7]